# محمد علي العلاق
محمد-علي حسين ياسين العلّاق (1896 - 29 فبراير 1964) شاعر عراقي. ولد في الكوت في العراق، وتعلّم فيها القرآن ومبادئ الكتابة، ثمّ تابع دراسته في النجف حتى قامت الحرب العالمية الأولى فأضطر إلى قطعها، والالتحاق بالجيش العثماني، وبعد نهاية الحرب عاد ليكمل ما بدأه في النجف، فتخصّص في علم الفقه وأصوله. كان يقرض الشعر في بعض المناسبات. له ديوان شعر وكتابين في تاريخ أسرته العريقة. توفي في الكاظمية. 

## سيرته
ولد محمد علي بن حسين بن ياسين بن مطر العلّاق الحسني النجفي في عام 1314 هـ/ 1896 م في كوت العمارة. تتلمذ في النجف على محمد رضا كاشف الغطاء، وحسين الحلي، وقرض الشعر خلال دارسته بحكم ارتباطه وصلاته بالأدباء والشعراء النجفيين. انتقل إلى علي الغربي مرشدًا دينيًا وموجهًا وداعيًا. ثم استوطن مدينة الكوت مدة ثم سكن بلدة الكاظمية، إلى أن توفي في 16 شوال 1383 هـ/29 فبراير 1964.

## مؤلفاته
- ديوان شعر
- رسالة في أخبار أسرته وأعلامها وأحوالهم وذاريهم في العراق
- بيان الأسر التي حصلت بينهم وبين أسرته من مصاهرة وخؤرلة